# ایجج
ایجج (به لاتین: Agege) یک سکونتگاه مسکونی در نیجریه است که در لاگوس واقع شده‌است.

## خصوصیات
ایجج ۴۵۹٬۹۳۹ نفر جمعیت دارد.